# Borowina
Borowina, deutsch Hartau, ist ein Dorf in der Woiwodschaft Lebus es gehört zur Gemeinde Szprotawa. 

## Sehenswürdigkeiten
- Die katholische Filialkirche St. Bartholomäus (Kościół pw. św. Bartłomieja) ist eine gotische Saalkirche. Sie war seit Ende des 19. Jahrhunderts eine Ruine und wurde 1975 bis 1978 wieder aufgebaut.[1]
- Das Schloss (Dwór) ist ursprünglich ein Renaissancebau vom Ende des 16. Jahrhunderts; es wurde 1671 bis 1680 barockisiert; im 18. Jahrhundert umgebaut und um 1800 modernisiert. Im Westflügel ist ein repräsentatives Treppenhaus. Im Osten des Schlosses liegt ein Landschaftspark.[2]